# Yara-ma-yha-who
Lo Yara-ma-yha-who è una creatura del folklore australiano aborigeno, simile a un vampiro.
Alto all'incirca 4 piedi (1,2m), ha l'aspetto di un nano dalla pelle rossa e coperto di pelo.
Ha la testa molto grande e una larga bocca senza denti e come i serpenti inghiotte la preda senza masticarla. 
Presenta orifizi alle estremità di mani e piedi, simili a quelli di un polipo, con cui assalta le sue vittime.

## Tecnica di caccia
Lo Yara-ma-yha-who si nutre di esseri umani. Si apposta sopra un albero frondoso, solitamente un fico, aspettando che passi qualcuno. Quando un viandante si avvicina, lo assalta e, per mezzo degli orifizi gli succhia il sangue, indebolendolo e lasciandolo inerme a terra. La creatura abbandona la vittima per qualche tempo per poi tornare a inghiottirsela, come farebbe un serpente. Terminato il pasto con una danza augurale, una bevuta d'acqua e un sonnellino il Yara-Ma-Yha-Who rigurgita quanto ha trovato indigesto del pasto: la vittima, viva e vegeta, ma più bassa e più rossiccia.
Se la sventurata vittima riesce a convincere la creatura di essere morta è possibile che riesca infine a fuggire, perché il Yara-Ma-Yha-Who non corre veloce. Altrimenti viene più volte attaccata e si riduce progressivamente per diventare, infine, uno Yara-Ma-Yha-Who.